# ダイアー郡 (テネシー州)
ダイアー郡（英: Dyer County）は、アメリカ合衆国テネシー州の西部に位置する郡である。2010年国勢調査での人口は38,335人であり、2000年の37,279人から2.8%増加した。郡庁所在地はダイアーズバーグ市（人口17,145人）であり、同郡で人口最大の都市でもある。

## 歴史
ダイアー郡は1823年10月16日にテネシー州議会で成立した個別法によって設立された。テネシー州のこの地域は、それ以前にチカソー族インディアンが合法的に支配していた。
郡名はロバート・ヘンリー・ダイアー（1774年頃-1826年）に因んで名付けられた。ダイアーはクリーク戦争や米英戦争で戦った陸軍士官であり、1818年の第一次セミノール戦争では騎兵隊大佐となり、その後州議会上院議員を務めた。ダイアー郡とマディソン郡の設立を提唱した人物だった。
2006年4月2日、悪天候がダイアー郡を通過して竜巻を発生させ、郡内で16人、州全体で24人が死亡した。

## 地理
アメリカ合衆国国勢調査局に拠れば、郡域全面積は526平方マイル (1,362.3 km2)であり、このうち陸地510平方マイル (1,320.9 km2)、水域は16平方マイル (41.4 km2)で水域率は3.04%である。
ダイアー郡の西側境界はミシシッピ川であり、雨水はこの川に排水される。「ミシシッピ低地」と呼ばれる地域にある。
郡内をアメリカ国道51号線が南北に横切り、メンフィスとシカゴを結ぶ古い幹線道になっている。西方には州間高速道路155号線でミシシッピ川を越えてミズーリ州に繋がっており、唯一の高規格道路となっている。他に西部に繋がる道路はメンフィス市から出ている。

### 隣接する郡
- レイク郡 - 北
- オビオン郡 - 北東
- ギブソン郡 - 東
- クロケット郡 - 南東
- ローダーデール郡 - 南
- ミシシッピ郡 (アーカンソー州) - 南西
- ペミスコット郡 (ミズーリ州) - 北西

## 人口動態

人口ピラミッド

以下は2000年の国勢調査による人口統計データである。
| 基礎データ - 人口: 37,279人 - 世帯数: 14,751 世帯 - 家族数: 10,458 家族 - 人口密度: 28人/km2（73人/mi2） - 住居数: 16,123軒 - 住居密度: 12軒/km2（32軒/mi2） 人種別人口構成 - 白人: 85.40% - アフリカン・アメリカン: 12.86% - ネイティブ・アメリカン: 0.22% - アジア人: 0.33% - 太平洋諸島系: 0.02% - その他の人種: 0.43% - 混血: 0.73% - ヒスパニック・ラテン系: 1.16% | 年齢別人口構成 - 18歳未満: 25.7% - 18-24歳: 8.7% - 25-44歳: 28.6% - 45-64歳: 23.5% - 65歳以上: 13.4% - 年齢の中央値: 36歳 - 性比（女性100人あたり男性の人口） - 総人口: 92.0 - 18歳以上: 88.8 世帯と家族（対世帯数） - 18歳未満の子供がいる: 32.9% - 結婚・同居している夫婦: 53.2% - 未婚・離婚・死別女性が世帯主: 13.6% - 非家族世帯: 29.1% - 単身世帯: 25.3% - 65歳以上の老人1人暮らし: 10.7% - 平均構成人数 - 世帯: 2.49人 - 家族: 2.97人 | 収入と家計 - 収入の中央値 - 世帯: 32,788米ドル - 家族: 39,848米ドル - 性別 - 男性: 31,182米ドル - 女性: 21,605米ドル - 人口1人あたり収入: 16,451米ドル - 貧困線以下 - 対人口: 15.9% - 対家族数: 13.0% - 18歳未満: 21.0% - 65歳以上: 17.6% |

## 都市と町
- ダイアーズバーグ - 郡庁所在地
- ニューバーン
- トリンブル

### 未編入の町
- ボゴタ
- フィンリー
- レノックス
- ティグレット

## メディア
郡内ではFM局2局、AM局1局のラジオ局が放送を流している。新聞は「ステート・ガゼット」が週5日（日曜日と火曜日から金曜日）発行されている。1865年からダイアーズバーグとテネシー州北部に配布されている。